# Region Couva-Tabaquite-Talparo
Couva-Tabaquite-Talparo - to jeden z dziewięciu regionów Trynidadu i Tobago. Powierzchnia tej Korporacji wynosi 719,64 km² i jest trzecią co do wielkości. Siedzibą władz jest Couva.

## Największe miasta
- Couva
- Claxton Bay
- Point Lisas
- St. Mary's
- Tabaquite
- Talparo